# Есипов, Григорий Васильевич
Григорий Васильевич Есипов (1812—1899) — русский историк, заведующий архивом Министерства Императорского Двора, писатель; действительный статский советник.

## Биография
Родился 24 сентября (6 октября) 1812 в Туле, в семье потомственных дворян Саратовской губернии.
В 1830 году окончил курс в Благородном пансионе при Петербургском университете и 8 января 1831 года поступил на службу в Комитет иностранной цензуры; 1 августа того же года был назначен помощником старшего цензора. В обязанности Есипова входило рассматривать легально ввозимые из-за границы книги, журналы, картины и другие изделия и товары. Рассказывая об этой работе, Есипов называл свои служебные обязанности «инквизиторскими», а себя «книжным палачом».
С 1834 года — титулярный советник, с 1836 года — коллежский асессор.
27 января 1838 года был определён производителем дел в учёный комитет Министерства государственных имуществ. Продвигаясь по карьерной лестнице занимал должности помощника правителя дел в комитете, затем правителя дел.
В 1844 году был произведён в коллежские советники. В этом чине исполнял должности начальника Временного управления землями Симбирской губернии и старшего члена Межевой конторы. В 1847 году был произведён в статские советники. С 16 октября 1848 года по 14 января 1851 года занимал должность председателя Казанской (затем Рязанской) палаты Гражданского суда. В 1852—1856 годы — чиновник особых поручений при председателе Санкт-Петербургского опекунского совета (производитель дел Комиссии по делам опеки над детьми великой княгини Марии Николаевны). В 1856—1864 годах исполнял должность управляющего делами опеки по вверенным великой княгине Марии Николаевне благотворительным заведениям; 17 апреля 1857 года был произведён в действительные статские советники.
С 1864 года Есипов продолжил службу в Министерстве императорского двора. В 1882 году возглавил объединенный архив этого министерства, образованный из архива Оружейной палаты, архива Московской дворцовой конторы и архивов отдельных учреждений придворного ведомства. Документы архива были сосредоточены в Санкт-Петербурге и Москве.
Благодаря своей службе, Г. В. Есипов, наряду с С. М. Соловьёвым, стал первым исследователем, получившим доступ к материалам секретного отделения Московского архива старых дел (в том числе, к документам Преображенского приказа и Тайной канцелярии). При нём было начато описание документов секретного отделения, дел Сыскного приказа. В результате Есипов подготовил и опубликовал ряд документов, имевших общественный резонанс: «Собрание документов по делу царевича Алексея Петровича» (М., 1861), «Раскольничьи дела XVIII столетия, извлеченные из дел Преображенского приказа и Тайной розыскных дел канцелярии» (СПб., 1861—1863 годы. В 2 т.).
Умер 11 (23) апреля 1899 года; похоронен на Ваганьковском кладбище (уч. 8).
Большая часть архива Г. В. Есипова хранится в Российской национальной библиотеке, коллекция собранных им исторических документов находится в РГИА .

## Литературная деятельность
Одновременно с исполнением служебных обязанностей, Г. В. Есипов занимался литературной и издательской деятельностью. В 1833 году совместно с Мухановым, перевёл и издал роман Виктора Гюго «Ган Исландец», в 1836 году совместно с М. А. Языковым и Д. Н. Толстым издал «Сочинения князя Антиоха Кантемира».
На основе архивных документов создавал литературные произведения в жанрах исторической беллетристики и биографии. Созданные им биографические очерки отличаются полнотой сведений и богатством деталей, в то же время критики отмечали произвольный выбор источников. Богатый фактический материал сочетался в работах Есипова с легкостью и увлекательностью изложения. Печатался в газетах «Русская речь», «Русские ведомости», журналах «Отечественные записки», «Русский архив», «Русский вестник», «Русская беседа», «Русская старина», «Исторический вестник» и др. Большая часть произведений, первоначально опубликованных в периодике, затем вошла в сборники: «Люди старого века: Рассказы из дел Преображенского приказа и Тайной канцелярии» (СПб., 1880), «Тяжелая память прошлого: Рассказы из дел Тайной канцелярии и других архивов» (СПб., 1885). Под его руководством были подготовлены: «История Выговской старообрядческой пустыни» (СПб., 1862), «Сборник выписок из архивных бумаг о Петре Великом» (М., 1872. 2 т.), «Придворный месяцеслов… 1789—1790» (СПб., 1889-1890), «Камер-фурьерский церемониальный журнал» за 1774 г. (СПб., 1864), за 1775—1798 гг. (СПб., 1878—1897) и др.
Он ввёл в научный оборот факты, раскрывающие духовный мир и повседневную жизнь старообрядцев в период активного преследования их со стороны государственных и церковной властей.

## Награды
- орден Св. Анны 2-й степени (1855)
- орден Св. Владимира 3-й степени (1863)
- орден Св. Станислава 1-й степени (1868)
- орден Св. Анны 1-й степени (1887)